# 가시마촌 (가고시마현)
가시마촌(일본어: 鹿島村)은 일본 가고시마현 사쓰마군의 고시키지마 열도 중부, 시모코시키섬 북동부에 있던 촌이다. 
2004년 10월 12일 센다이시·히와키정·이리키정·도고정·게도인정·사토촌·가미코시키촌·시모코시키촌이 신설 합병해 사쓰마센다이시가 되어 소멸했다.

## 지리
고시키지마 열도 중부에 위치하며, 열도의 북쪽부터 사토촌, 가미시즈쿠촌, 혼촌, 시모시즈쿠무라 순으로 위치했다. 이웃한 나카시코시마(현 사쓰마가와나이시 가미시코마치 히라라, 구 가미시코무라)와는 무타세토(牟田瀬戸)로 나뉘어 있으며, 현재는 시코다이바시(甑大橋, 2020년 개통)로 연결돼 있다. 폐촌이 된 2004년 10월까지 20000일 이상 연속으로 교통사망사고 제로화를 달성했다. 전 마을이 합병되어 사쓰마가와우치시가 되었기 때문에 열도에서 마을이 없어졌다.

## 역사
1889년 4월 1일, 정촌제 시행에 의해 사쓰마군 가시마촌이 성립하였다. 그러나 다른 동네와 육로는 연락조차 어려웠고, 바닷길도 악천후에 자주 끊기는 등 동일한 자치단체를 구성하기에는 현저하게 불편한 점이 많았다. 이 때문에 1916년부터 수차례 분촌운동이 일어났다
2004년 10월 12일, 센다이시·히와키정·이리키정·도고정·게도인정·사토촌·가미코시키촌·시모코시키촌이 합병해 사쓰마센다이시가 되었다.

## 참고 문헌
- 角川日本地名大辞典編纂委員会,『角川日本地名大辞典 鹿児島県』1983, 角川書店